# Bateria do Retiro Grande
A Bateria do Retiro Grande localizava-se sobre a praia de Retiro Grande, a cerca de trinta e sete quilômetros a sudoeste da cidade de Aracati, no litoral do estado brasileiro do Ceará.

## História
Esta bateria é citada por BARRETTO (1958), que informa tratar-se de uma fortificação sumária, de construção posterior à do Forte Real de São Francisco Xavier da Ribeira do Jaguaribe (1695), tendo tido duração efêmera (op. cit., p. 95).